# Artiče
Artiče so upravno središče krajevne skupnosti Artiče v Občini Brežice.
Krajevna skupnost Artiče pa obsega naslednja naselja: Artiče, Arnovo selo, Dečno selo, Dolenja vas pri Artičah, Glogov Brod, Spodnja Pohanca, Zgornji Obrež, Trebež in del Gornjega Lenarta. V vasi se nahaja Osnovna Šola Artiče z vrtcem, manjša trgovina, pošta, farna cerkev Sv. Duha, mrliška vežica in pokopališče.

## Izvor imena in lokacija
Artiče - ime spominja na rt, rtič, ki je nekoč davno segal v Panonsko morje. Vasi ob Artičah so nastale  na razgibanem reliefu panonskega gričevja ob vznožju Orliškega hribovja, od koder je razgled na Krško-brežiško polje. Večina ljudi je zaposlenih v bližnjem Krškem in v Brežicah. Pomemben vir dohodkov za krajane so tudi kmetijske dejavnosti kot so sadjarstvo in vrtnarstvo.
Druga razlaga imena Artiče izvira iz besede opazovalnica, stražarnica, razglednica. Artiče, Vartiče, Varta, Vahta, Garta, iz glagola vahtati, varvati. Male Varte, Vartiče, Artiče.

## Življenje v krajevni skupnosti
Poleg bogate gostinske ponudbe, ki jo kraj ponuja v njem delujejo številna društva, kot so Sadjarsko, Turistično, KUD Oton Zupančič, društvo izgnancev, lovska družina, dve športni društvi. Kraj premore tudi dve gasilski društvi in sicer PGD Spodnja Pohanca in PGD Dečno selo. Imajo
tudi najstarejšo ohranjeno domačijo v Sloveniji - Banovo domačijo.

## Prebivalstvo
Etnična sestava 1991:
- Slovenci: 260 (96,3 %)
- Srbi: 4 (1,5 %)
- Hrvati: 4 (1,5 %)
- Jugoslovani: 1
- Drugi: 1